# Hockeystick

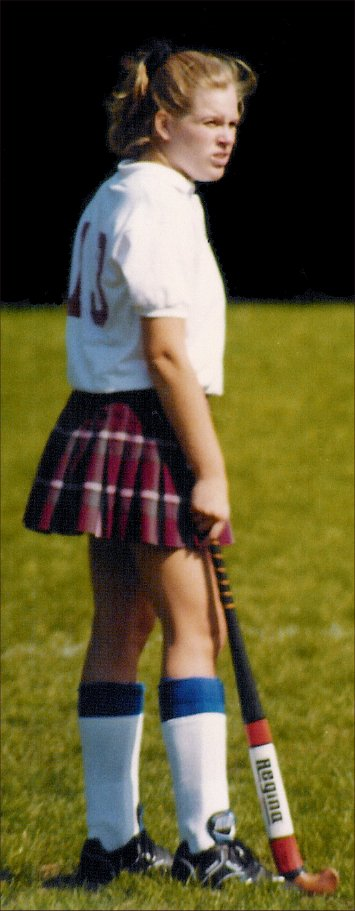
Een veldhockeyspeelster in hockeykleding met een hockeystick

Een hockeystick is de stick met afgeronde haak waarmee de hockeysport beoefend wordt.
De stick wordt gebruikt om de hockeybal te hanteren. De stick heeft een bolle kant en een platte kant en is vervaardigd uit hout en/of kunststof (glasvezel, polyfiber, aramide of carbon). De stick moet door een ring met een binnendiameter van 5,10 cm gehaald kunnen worden. De kromming in de stick, aantrekkelijk voor het zogenaamde slepen of "hoogpushen", is ook aan restricties gebonden. Per 1 september 2006 is de maximaal toegestane kromming 25 mm. De kromming is de afwijking die de stick in lengterichting mag hebben. 
Over de vorm van de haak of de krul is niet veel vastgelegd in de reglementen. De haak is in de loop der tijd veranderd van een (afgeronde) L-vorm naar een kwart cirkel, vervolgens naar een halve cirkel en benaderde anno 2010 de U-vorm. De omhoogkomende poot van deze U mag gemeten vanaf het grondvlak niet meer dan 10 cm zijn. De stick heeft conform de reglementen altijd de bolle kant rechts en de platte kant links. Linkshandige sticks zijn niet toegestaan.